# ナムリ
ナムリ（Namri、Namru、Namar）はディヤーラー川の上流、ザグロス山脈の西端に位置する古代の地名である。
その名はナマル（Namar、シュメール語 Namarki）として、エブラとアブー・サラビクで発見された初期王朝時代（紀元前2900年頃から紀元前2334年）のシュメールの地名一覧に記されている 。古バビロニア時代（紀元前2千年紀の前半）のテル・シェムシャラからの手紙の1つでは、エラムとニクム王国（ニクク）の間にある土地として言及されている  。ナマル(kurNa-marと表記されている)の地名は中期バビロニア時代（紀元前2千年紀の後半）の文書でも言及されている。これにはマルドゥク・アプラ・イディナ1世（紀元前1171年-紀元前1159年）とネブカドネザル1世（紀元前1126年-紀元前1105年）の治世のクドゥルの碑文も含まれる。文書のうちの1つは、ナマルとハルマンの太守（アッカド語：šakin māti）について言及している。
ナムリまたはナマルの名の下で（kurNam-riまたはkurzálagと綴られた）、この土地は紀元前一千年紀の前半にアッシリアの記録に現れるようになる。主にアッシリアの支配者の軍事遠征の標的として使用されている 。最初に現れるのはアダド・ニラリ2世（紀元前911年-紀元前891年）の年誌である。王は東に旅して、小ザブ川を渡り、ルルム（ルルブ）、ハブア、ザムアの地を越えてナムルの土地の峠に到達した。別のアッシリアの王、シャルマネセル3世（紀元前858-紀元前824年）は、紀元前843年にナムリの王、マルドゥク・ムダミクを打ち負かし、彼の土地を略奪し、得た捕虜をアッシリアに移送した。山に逃げて捕らえられなかったマルドゥク・ムダミクの代わりに、シャルマネセル3世はジャンズという男をナムリ王に任命した。しかし、すぐに離反された。シャルマネセル3世は、紀元前834年にナムリに対する別の遠征を率い、そこで都市を占領し、略奪し、破壊した。ジャンズは、前任者と同様に山に逃げた。紀元前828年、ナムリに対する次の遠征は、シャルマネセル3世のタルタン（「最高司令官」）であるダヤン・アッシュル（Dajan-Aššur）が指揮した。紀元前814年、ナムリは、バビロニア王マルドゥク・バラス・イクビを支援する軍事連合に加わり、ドゥル・パプスクカルの戦いでアッシリアの王シャムシ・アダド5世（紀元前823年-紀元前811年）と激突した。ナムリでの度重なる反乱と不安定さにより、アッシリアの支配者たちはこの地に対するさらなる軍事遠征を行うことになった。アッシリアのリンムの年誌によると、紀元前797年にアダド・ニラリ3世（紀元前810年-紀元前783年）、紀元前774年にシャルマネセル4世（紀元前782年-紀元前773年）、紀元前749年と紀元前748年にアッシュル・ニラリ5世（紀元前754年-紀元前745年）がナムリに対して遠征している。ティグラト・ピレセル3世（紀元前744年-紀元前727年）は、彼の治世の2年目に、ナムリとその周辺の他の反抗的な地域に対して遠征を行った。その碑文では、ナムリはすでに「強力なメディアの州」として言及されている。アッシリアの記録におけるナムリの地についての最後の言及は、サルゴン2世の治世（紀元前721年から705年）になされた。彼の碑文によると、紀元前714年にパルスアの地にいる間、彼はナムリからの使節から貢納と忠誠を受けることになっていた。